# Leagănul pisicii
Leagănul pisicii este al patrulea roman al scriitorului american Kurt Vonnegut.

## Personaje
Numiți-mă Iona. Cam așa au făcut și părinții mei. Mi-au spus John.
Iona, John - și dacă m-ar fi chemat Sam, tot un Iona aș fi fost, nu pentru că le-aș fi purtat ghinion altora, ci pentru că cineva sau ceva m-a silit să fiu în anumite locuri, la un moment dat, negreșit. Mi s-au oferit mijloace de transport și motive convenționale sau bizare. Și, în conformitate cu planul, Iona a fost, clipă de clipă, în locurile indicate. 
John "Jonah" este naratorul-martor, un personaj minor. Un scriitor, absolvent al universității Cornell, acesta plănuiește să scrie o carte despre ziua in care orașul japonez Hiroshima este bombardat. Introdus în primul capitol, prin intermediul acestuia autorul face trimitere la personajul Ishmael din Moby Dick și la personajul biblic Iona.
Felix Hoenikker este părintele fictiv al bombei atomice.
Dr. Asa Breed este unul dintre colegii lui Felix Hoenikker, emblematic pentru cercetătorii din Ilium. Acesta ilustrează, pe parcursul discuției cu personajul-narator, o contrastul dintre naivitate și inocență. Asemenea lui Felix, acesta nu percepe consecințele invențiilor sale. Dimpotrivă, când este confruntat cu posibilitățile distructive ale gheței-9 acesta devine brusc furios și întrerupe interviul.
Newton "Newt" Hoenikker
Emily Hoenikker
Frank Hoenikker
Angela Hoenikker
Lionel Boyd Johnson "Bokonon"
Earl McCabe
"Papa" Monzano
Mona Aamos Monzano
Julian Castle
H. Lowe Crosby
Hazel Crosby
Philip Castle
Horlick Minton
Claire Minton

## Teme

### Neadevăruri utile
În Leagănul pisicii religia este prezentată ca fiind mai utilă și mai puțin periculoasă ca știința, în ciuda numeroaselor ei paradoxuri și neajunsuri. Aceasta este benefică nu neapărat pentru că ar transmite un adevăr despre univers, ci deoarece oferă oamenilor minciuni elaborate în care să creadă. Neadevărurile lui Bokonon sunt mult mai utile decât "adevărul" reprezentat de știința lui Hoenikker, deoarece le ușurează existența cetățenilor din San Lorenzo.
Această temă oferă un paradox deoarece bokonismul le permite oamenilor să fie împăcați cu situația lor și astfel aceștia continuă să trăiască în mizerie și sărăcie. Acesta ar putea fi explicat prin aluzia la Cartea lui Iona de la începutul romanului. 
| “ | Numiți-mă Iona. Cam așa au făcut și părinții mei. Mi-au spus John. | ” |

Profetul Iona este trimis în cetatea Ninive pentru a anunța judecata divină și ca urmare locuitorii își schimbă comportamentul și cetatea este cruțată. Daca profeția lui Iona este necesară salvării cetății, asemenea și pardoxurile și neadevărurile lui Bokonon pot căpăta valoare morală.

### Preocupările umane inutile
Omul este rău. El nu face niciodată ceva care să merite făcut, și nici nu știe nimic care să merite știut.
Se aplecă și strînse mîna mînjită de vopsea a lui Newt.
— Am dreptate?
Newt încuviință, avînd aerul că afirmația i s-ar fi părut, pentru o clipă, un pic prea umflată:
— Da.
Și atunci sfântul se îndreptă spre tablou, îl luă de pe șevalet și ne fulgeră cu privirea.
— Un gunoi, ca tot ce e pe lumea asta.
Și îl aruncă peste balustrada terasei. 
Această temă este ilustrată inițial prin pictura lui Newt Hoenikker. Acesta pictează un "leagănul pisicii" un simbol despre jocurile pe care adulții îi învață pe copii, atribuindu-le sens când sunt nesemnificative. Julian Castle nu se oprește aici, ci aruncă pictura în cascada de pe Muntele McCabe, exprimând inutilitatea vieții. Acesta exprimă astfel că și a comenta despre asta este o pierdere de timp deoarece lumea nu beneficiază în urma observației.
Bokonon apare ca un profet călător care nu găsește decât mizerie și minciuni, dar reprezintă oamenii în general, care, asemenea lui încearcă să convingă, folosind "minciuni" în legătură cu importanța preocupărilor lor. Bokonon ia în derâdere acest sens de scop deoarece, pentru el, nu are niciun sens, după cum nu are sens dacă râde sau disperă.

### Religia și Știința ca panacee
Dihotomia dintre religie și știință este ilustrată prin intermediul lumilor din Ilium și San Lorenzo. Primul este o așezare unde oameni de știință lucrează într-un vid moral pentru a descoperi adevărul, în timp ce celălalt este o societate călăuzită de foma, minciunile unui om al cărui scop în viață este să le dăruiască speranță. Produse ale unor sisteme intelectuale opuse ambele reprezintă esențial fațade care ascund o realitate Hobbesiană.

## Motive

### Leagănul pisicii
Cat's Cradle lit. "Leagănul pisicii" este un joc care se joacă între două persoane cu o sfoară, al cărui scop este crearea unor figuri simetrice. Numele jocului, precum și numărul și ordinea figurilor variază în funcție de cultură.
În roman jocul reprezintă contrastul dintre aparențe și realitate. Jocul este menționat în scrisoarea lui Newt Hoenikker către narator, într-o anecdotă despre ziua în care bomba atomică a fost lansată în orașul Hiroshima. Tatăl acestuia, Felix Hoenikker, folosește sfoara care lega un manuscris și face un "leagănul pisicii" într-o încercare stângace de a se conecta cu tânărul său fiu.
| “ | În pom într-un leagăn doarme pisicuța Vântul când bate, ea se dă huța. Dacă o creangă va fi ruptă de vânt, Leagănul și mâța se vor izbi de pământ. | ” |

Acesta, alături de anecdotele lui Bokonon definesc necesitatea omului de a fi ancorat, chiar și de ceva fragil. Un exemplu este însuși naratorul care, asemenea mâței, încearcă să se ancoreze în adevăr. Prima ficțiune care se țese în acest leagăn al pisicii este cea a naratorul însuși, avid de realul-senzațional, dar și de nevoia, inocent umană, de certitudine. Îl surprindem rememorând pentru sine, cu un ochi care a vazut mai mult și stă acum să se stingă, intenția sa documentară: „Când eram mai tânar – cu doua soții în urmă, cu 250.000 de țigări în urmă, cu 3.000 de sticle de băutură în urmă (...)

### Bokonism
Bokonismul este o religie fictivă inventată de Lionel Boyd Johnson, supranumit "Bokonon", și practicată de majoritatea personajelor din roman. Bokonismul se bazează pe conceptul de "foma", neadevăruri care nu dăunează. Primul canon al bokonismului este "Trăiește-ți viața conform acelei foma care-ți dă posibilitatea să fii curajos, și bun, și sănătos, și fericit."
| karass                          | echipe de oameni cu o legătură cosmică, fără a fi neapărat conștienți de asta |
| duprass                         | un karass format din două persoane |
| gargalon (original granfalloon) | echipă aparentă lipsită de orice semnificație în ceea ce privește căile prin care Dumnezeu rezolvă lucrurile. Exemple sunt Partidul Comunist, Fiicele Revoluției Americane, Compania de Electricitate, Clubul Excentricilor. Dacă vrei să știi ce e un gargalon Uită-te sub cauciucul unui balon. Un alt exemplu de gargalon sunt fraternitățile și sororitățile. Astfel Vonnegut ilustrează felul în care oamenii creează relații superficiale și absurde care împiedică legături semnificative. În remarca lui Newt Nu pot să semnez „Al dumneavoastră, frățește” pentru că nu voi fi confirmat din cauza examenelor picate, relația lui cu Jonah transpare ca superficială fiind brusc întreruptă de inabilitatea lui Newt de a rămâne la facultate. |
| wampeter                        | pivotul unui karass (...) Orice lucru poate fi wampeter: un copac, o piatră, un animal, o idee, o carte, Sfîntul Graal. Indiferent de natura sa, membrii karass-ului din care face parte gravitează în jurul lui, în haosul maiestuos al unei nebuloase în spirală (...) un karass are mereu doi wampeter-i, unul crescînd în importanță, iar altul pălind. |
| foma                            | neadevăruri benigne |
| wrang-wrang                     | o persoană care îi abate pe ceilalți de la o anumită direcție de gîndire, dezvăluind absurditatea acesteia prin simplul exemplu dat de viața sa personală. |
| kan-kan                         | instrumentul prin care o persoană devine parte a unui karass |
| sinookas                        | |
| vin-dit                         | un brînci brusc și foarte personal spre bokononism, spre convingerea că Dumnezeu Atotputernicul știa totul despre mine, în fond, că Dumnezeu Atotputernicul avea planuri foarte amănunțite în ceea ce mă privește. |
| saroon                          | |
| stuppa                          | un copil bezmetic |
| boccea (original duffle)        | destinul a mii și mii de oameni, încăput pe mîinile unui stuppa. |
| sin-wat                         | un om care vrea toată dragostea unei persoane |
| pool-pah                        | Într-un anumit loc din Cărțile lui Bokonon, pool-pah este tradus ca „vârtej de căcat”, iar în alt loc, drept „mînia lui Dumnezeu” |
| Busy, busy, busy                | |
| Acum voi distruge lumea         | cuvintele pe care le spun bokononiștii înainte să se sinucidă |
| boko-maru                       | |
| zah-mah-ki-bo                   | Soarta, destinul ineluctabil |
| Borasisi și Pabu                | Soarele și luna, în mitologia bokonistă Borasisi, Soarele, o ținea prizonieră în brațele sale pe Pabu, Luna, sperînd că ea îi va face un copil mîndru. Dar sărmana Pabu năștea copii reci, care nu împrăștiau lumină și căldură, iar Borasisi îi alunga, scîrbit. Acești copii erau planetele, care se țineau la distanță de soare, pentru a fi ferite de primejdii. Apoi Pabu a fost și ea alungată și s-a dus să trăiască alături de copilul ei preferat, Pămîntul.}} |

## Recepție
Romanul a stârnit, de la publicarea sa în 1963, răspunsuri diverse, în general pozitive.

### Premii
Leagănul pisicii a fost nominalizat pentru Premiul Hugo pentru cel mai bun roman în 1964, dar a pierdut în favoarea romanului Halta de Clifford D. Simak.

### Cenzură
În 1972 romanul a fost exclus din bibliotecile unei școli din Ohio ca urmare a faptului că a fost scrisă de același autor ca Fii binecuvântat, domnule Rosewater. Decizia a fost respinsă în 1976 ca urmare a cazului Minarcini v. Strongsville City School District.

## Adaptări
- În 2005, compania Appian Way Productions i-a angajat pe James V. Hart și fiul său, Jake, să lucreze la un scenariu[3]
- A calypso musical adaptation was presented by the Untitled Theater Company #61 in New York in 2008.[4]
- Vonnegut a colaborat cu compozitorul american Dave Soldier pentru albumul Ice-9 Ballads, care include nouă cântece cu versuri din Cat's Cradle. Vonnegut își narează versurile pe muzica lui Soldier.[5]
- A straight theatrical adaptation of the book was presented in Washington, DC in August and September 2010 by Longacre Lea Productions.